# Verbandsgemeinde Bruchmühlbach-Miesau
La comunità amministrativa di Bruchmühlbach-Miesau (Verbandsgemeinde Bruchmühlbach-Miesau) si trova nel circondario di Kaiserslautern nella Renania-Palatinato, in Germania.

## Comuni
Fanno parte della comunità amministrativa i seguenti comuni:
| Comune, città                         | Sup. (km²) | Abitanti |
| ------------------------------------- | ---------- | -------- |
| Bruchmühlbach-Miesau                  | 26,86      | 7 826    |
| Gerhardsbrunn                         | 10,03      | 174      |
| Lambsborn                             | 4,73       | 703      |
| Langwieden                            | 7,03       | 268      |
| Martinshöhe                           | 10,93      | 1 475    |
| Verbandsgemeinde Bruchmühlbach-Miesau | 59,58      | 10 446   |

(Abitanti al 31 dicembre 2021)